# Brno Amazons
Le Brno Amazons sono una squadra di football americano di Brno, in Repubblica Ceca; fondate nel 2013 hanno vinto il campionato femminile nel 2016, nel 2017, nel 2018 e nel 2019.

## Dettaglio stagioni

### Tornei nazionali

#### Campionato

##### ŽPAF/ŽLAF/PŽLAF
| Stagione | regular season | regular season | regular season | regular season | regular season | regular season | playoff | playoff | playoff | playoff | playoff | playoff     | playoff           |
|          | Vin            | Par            | Per            | Tot            | PF             | PS             | Vin     | Per     | Tot     | PF      | PS      | risultato   | avversaria        |
| -------- | -------------- | -------------- | -------------- | -------------- | -------------- | -------------- | ------- | ------- | ------- | ------- | ------- | ----------- | ----------------- |
| 2015     | 2              | 0              | 2              | 4              | 55             | 66             | 0       | 1       | 1       | 14      | 24      | Rose Bowl   | Prague Black Cats |
| 2016     | 2              | 0              | 2              | 4              | 103            | 56             | 1       | 0       | 1       | 26      | 12      | Campionesse | Prague Black Cats |
| 2017     | 4              | 0              | 0              | 4              | 103            | 24             | 1       | 0       | 1       | 26      | 24      | Campionesse | Prague Black Cats |
| 2018     | 4              | 0              | 0              | 4              | 165            | 39             | 1       | 0       | 1       | 32      | 6       | Campionesse | Prague Black Cats |
| 2019     | 6              | 0              | 0              | 6              | 280            | 96             | 1       | 0       | 1       | 26      | 18      | Campionesse | Warsaw Sirens     |
| 2020     | 4              | 0              | 0              | 4              | 204            | 24             | -       | -       | -       | -       | -       | -           | -                 |
| 2021     | 2              | 0              | 4              | 6              | 201            | 170            | -       | -       | -       | -       | -       | -           | -                 |
| Totale   | 24             | 0              | 8              | 32             | 1111           | 475            | 4       | 1       | 5       | 124     | 84      |             |                   |

Fonti: Enciclopedia del Football - A cura di Roberto Mezzetti

### Riepilogo fasi finali disputate
| Anno             | Luogo      | Evento | Fase del torneo | Incontro                         | Risultato |
| 7 novembre 2015  | Praga      | ŽPAF   | Rose Bowl       | Prague Black Cats - Brno Amazons | 24 - 14   |
| 30 ottobre 2016  | Čelákovice | ŽLAF   | Rose Bowl       | Prague Black Cats - Brno Amazons | 12 - 26   |
| 11 novembre 2017 | Praga      | ŽLAF   | Rose Bowl       | Brno Amazons - Prague Black Cats | 26 - 24   |
| 4 novembre 2018  | Brno       | PŽLAF  | Rose Bowl       | Brno Amazons - Prague Black Cats | 32 - 6    |
| 10 novembre 2019 | Brno       | PŽLAF  | Rose Bowl       | Brno Amazons - Warsaw Sirens     | 26 - 18   |

## Palmarès
- 4 Rose Bowl (2016, 2017, 2018, 2019)